# Pekre
Pekre – wieś w północno-wschodniej Słowenii, znajdująca się w gminie miejskiej Maribor.